# رصد أشعة غاما

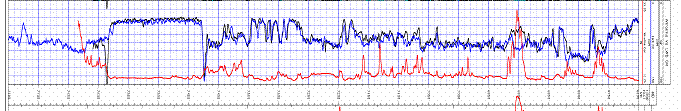
صورة توضح مثال للرصد بإستخدام أشعة غاما.

الرصد بأشعة غاما هي إحدى الوسائل المستخدمة في تسجيلات الآبار التي من خلالها يتم التسجيل المفصل للتكوينات الجيولوجية في المنطقة التي تم حفرها.
يعتبر استخدام اشعة غاما في الحفر من أولى الخصائص المستخدمة، وذلك من حوالي 1930، القياس يستخدم لتحديد موقع التكون الصخري والتحديد الكمي لحجم الزيت الذي يحتويه الصخر. وتتشكل المعادن الطينة من تحلل الصخور البركانية، حيث ان المعادن الطينة تملك قدرات كبيرة في مجال تبادل الأيونات الموجبة، فإنها تحتفظ بشكل دائم بأجزاء من المعادن المشعة الموجودة في كميات ضئيلة في الصخور البركانية والفلسبار وهكذا.
الطريقة المستخدمة بأشعة غاما معتمدة على اشعاعية الصخور المشعة وبالأخص البوتاسيوم واليورانيوم والثوريوم وغيرها بالإضافة للمعادن التي تحويها، حيث ان طريقة الاشعاعية تم استخدامها لسنين عدة لمعرفة الخصائص الحجرية للصخور.
عادة ليس هناك صلة بين أنواع الصخور المختلفة واستخدام أشعة غاما، ولكن توجد علاقة عامة قوية بين محتوى النظائر المشعة والمعادن، رصد اشعة غاما المنبعثة من هذه العناصر يفسر الخصائص استناداً إلى المعلومات التي تم جمعها من خلال الرصد.

## النظائر المشعة في الصخور
النظائر المشعة الأولية في الصخور هي سلسلة من النظائر المرتبطة بتفكك كل من اليورانيوم والثوريوم والبوتاسيوم 40 (K40).
البوتاسيوم-40 (K40) ينتج أشعة غاما وحيدة للطاقة من 1.46 مليون إلكترون فولت كما أنه يحيل الكالسيوم إلى الاستقرار. من ناحية أخرى، كلا من اليورانيوم (U) والثوريوم (Th) يكسر ليشكل سلسلة منتجات مشعة مولدة. التكسيرات اللاحقة في الروابط من هذه النظائر تكون غير مستقرة وتنتج مجموعة متنوعة من مستويات الطاقة.

### طاقة العناصر المشعة
- البوتاسيوم: طاقة أشعة غاما 1.46 ملي فولت
- الثوريوم: طاقة أشعة غاما 2.61
- اليورانيوم: طاقة أشعة غاما 1.76 ملي فولت

## طريقة الاستخدام
عندما تصتدم اشعة غاما بالكرستالات المحتوية للعناصر المشعة السالفة الذكر تحدث وميض، ثم يختزل ذلك الوميض ويتم رؤية الوميض من خلال الفوتومالتيبلر (بالإنجليزية: Photomultiplier)‏، ومن خلال تلك الومضات يتم معرفة قياسات الخام الموجود من الصخر أو الزيت وغيرها من التشكيل الجوفي لمنطقة الحفر.